# 兵庫県道50号但馬空港線
兵庫県道50号但馬空港線（ひょうごけんどう50ごう たじまくうこうせん）は、兵庫県豊岡市を通る県道（主要地方道）である。

## 概要
豊岡市岩井の主要地方道豊岡日高線交点から豊岡市戸牧（とべら）の豊岡出石ICに至る。

### 路線データ
県道の路線変更告示に基づく路線名、起終点および重要な経過地は次のとおり。
- 路線名：但馬空港線
- 起点：豊岡日高線（豊岡市岩井：但馬空港交差点、兵庫県道713号豊岡日高線交点）
- 終点：豊岡出石インター（豊岡市戸牧：北近畿豊岡自動車道 豊岡出石IC、兵庫県道727号豊岡出石インター線終点[2]）
- 重要な経過地：なし

## 歴史
- 1971年（昭和46年）10月1日時点での兵庫県道50号は三木下谷上線（1964年11月28日主要地方道認定）だったが、1994年（平成6年）4月1日に兵庫県道85号神戸社線に改称され（2006年4月1日に兵庫県道85号神戸加東線へ再改称）、1994年（平成6年）4月1日に但馬空港線に兵庫県道50号が割り当てられた。
- 1993年（平成5年）5月11日 - 建設省から、県道但馬空港線が但馬空港線として主要地方道に指定される[3]。
- 2024年（令和6年）
  - 7月5日 - 兵庫県告示第643号により路線変更され、終点が国道312号から豊岡市上佐野に変更[4][5]。
  - 9月20日 - 兵庫県告示第884号により路線変更され、終点が豊岡市上佐野から豊岡出石インターに変更され、兵庫県告示第886号により豊岡市豊岡市戸牧 - 豊岡市上佐野間が区域除外された[1]。
  - 9月23日 - 豊岡出石IC開通と同時に本路線の豊岡市岩井 - 戸牧（とべら）間（延長2.2 km）が開通[6]、同時に豊岡市戸牧 - 豊岡市上佐野の現道の県道が供用廃止[1]。供用廃止された区間は、兵庫県道728号但馬空港インター線[4][1]および豊岡市道但馬空港連絡線となった。

## 地理

### 通過する自治体
- 兵庫県
  - 豊岡市

### 交差する道路
| 交差する道路                                           | 交差する場所 | 交差する場所          |
| ------------------------------------------------------ | ------------ | --------------------- |
| 兵庫県道713号豊岡日高線                                | 岩井         | 但馬空港交差点 / 起点 |
| E72 北近畿豊岡自動車道 兵庫県道727号豊岡出石インター線 | 戸牧（）     | 豊岡出石IC / 終点     |

### 沿線
- 但馬飛行場（通称：但馬空港、愛称：コウノトリ但馬空港）